# Bliggspitze
Bliggspitze je hora v hřebeni Kaunergrat Ötztalských Alp v rakouské spolkové zemi Tyrolsko. Vrchol má nadmořskou výšku 3453 m a je ze tří stran pokrytý ledovci Bliggferner (na západě), Mittlere Eiskastenferner (na severovýchodě) a Hintere Eiskastenferner (na jihovýchodě).

## Výstupy
Obvyklé výstupy vedou z chaty Taschachhaus nad skiareálem Pitztal. Jedná se o ledovcové túry, v létě i v zimě kombinované s lehkým lezením po skále. Bliggspitze je oblíbená především jako jarní skialpinistický cíl, když se sypký sníh změní na pevný firn.
- Normální cesta vede po ledovci Sexegertenferner, dále strmým ledovcem Ölgrubenferner na sedélko Bliggscharte, po dalším ledovci Bliggferner na severní hřeben a po něm na vrchol (3:30 hodiny). Využívají ji především lyžaři.
- Jižní hřeben z údolí Sexegerten přímo na vrchol je lehká, ale dlouhá horolezecká túra vhodná na léto (4 hodiny).

## Historie
Na vrchol poprvé vystoupili známý horolezec a objevitel Ötztalských Alp Theodor Petersen a Alois Ennemoser 24. září 1874. Jejich směr je dnes považován za Normální cestu.

## Galerie

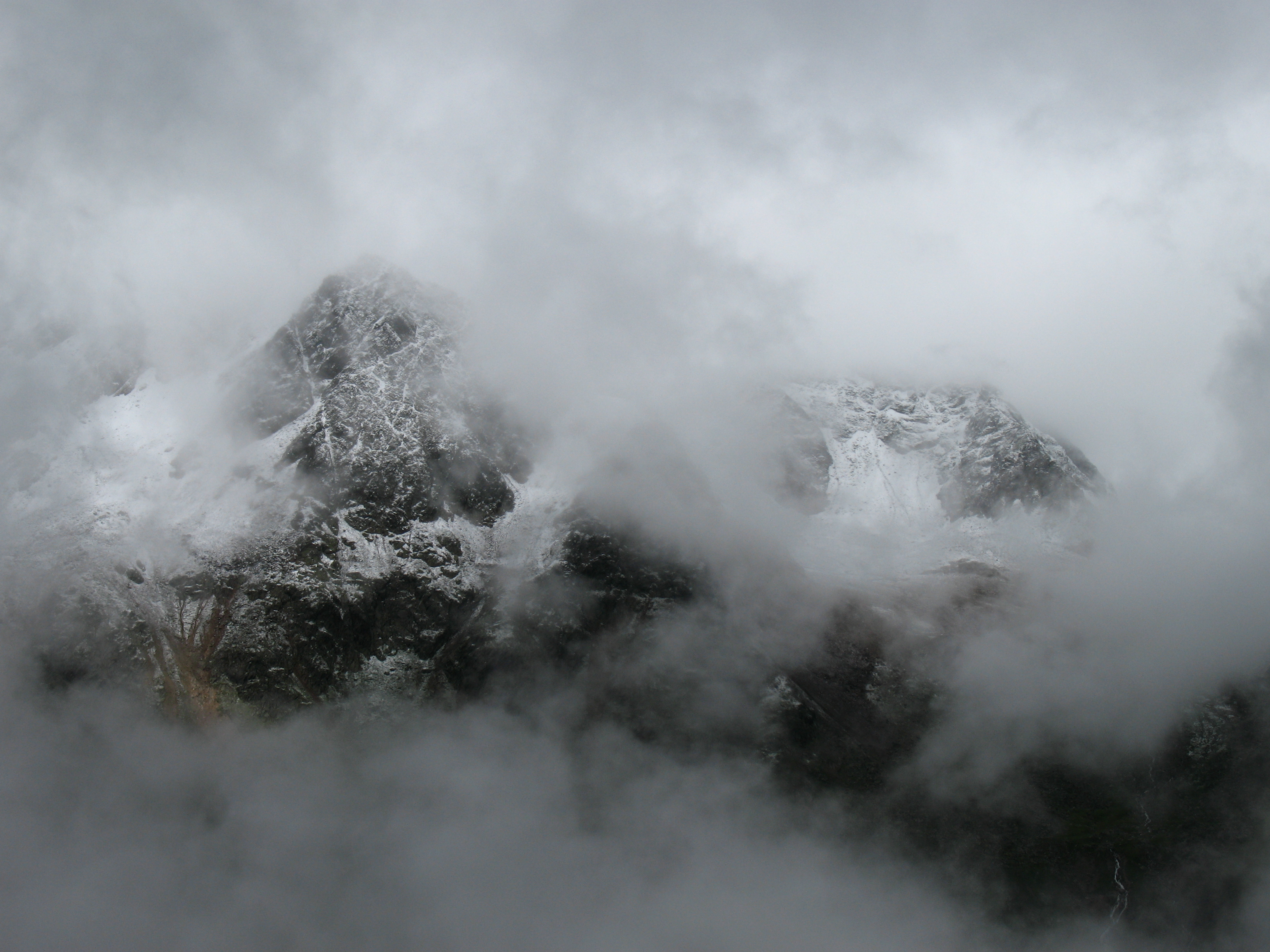
Bliggspitze v mlze nad údolím Sexegerten
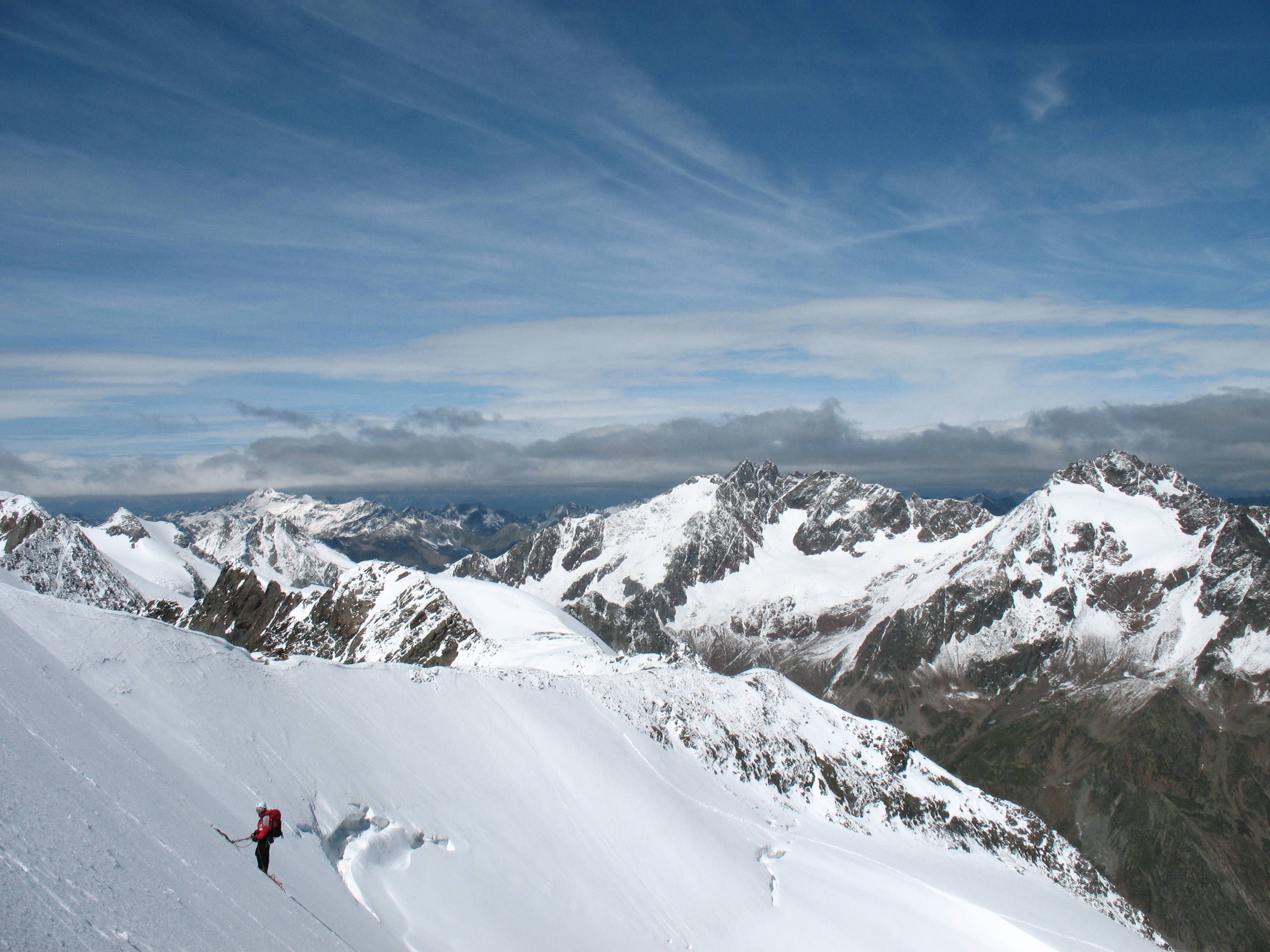
Bliggspitze je vidět z vrcholu Petersenspitze
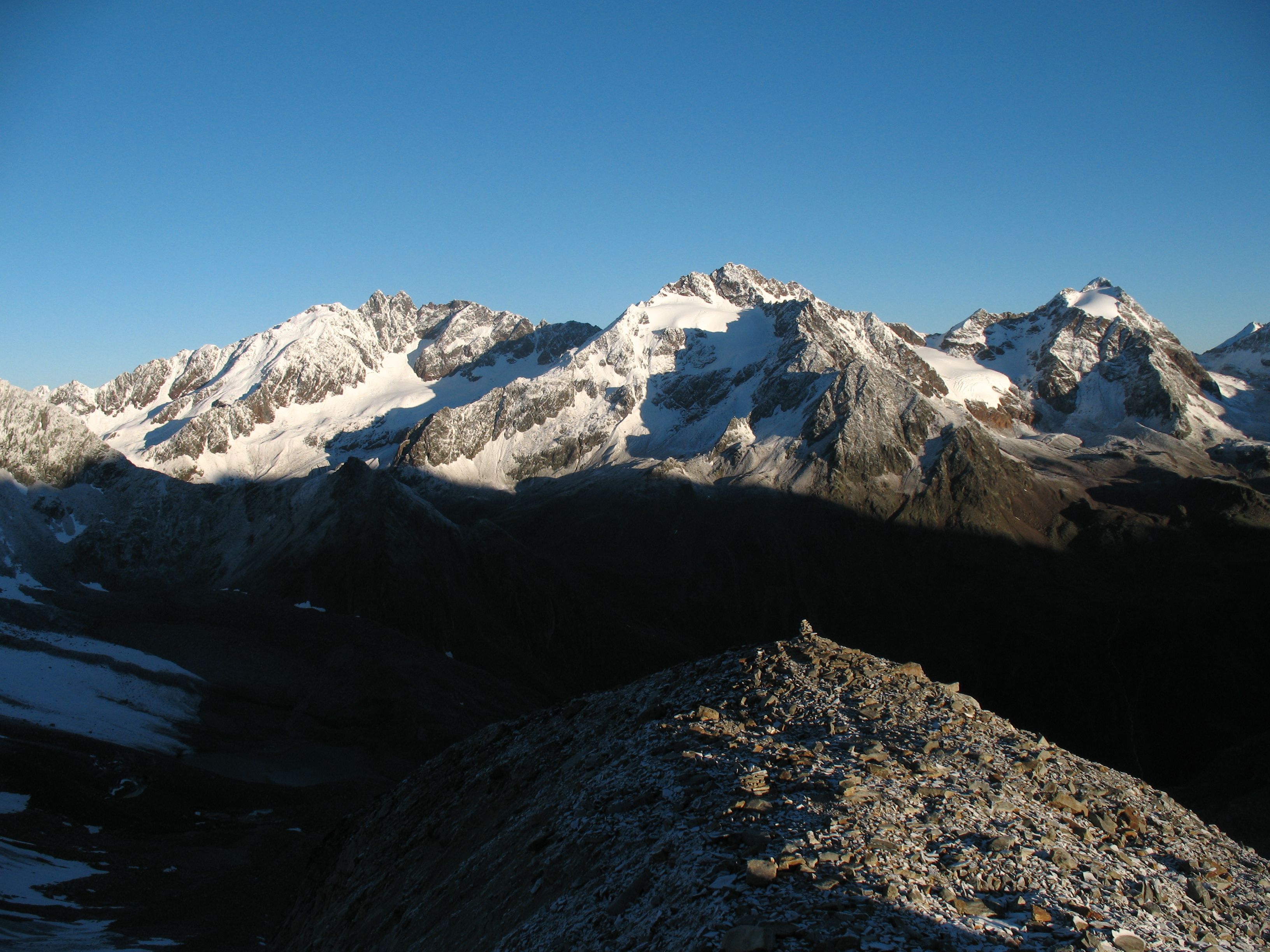
Zleva Vordere Ölgrubenspitze (3452 m), Bliggspitze (3453 m), Eiskastenspitze (3371 m)
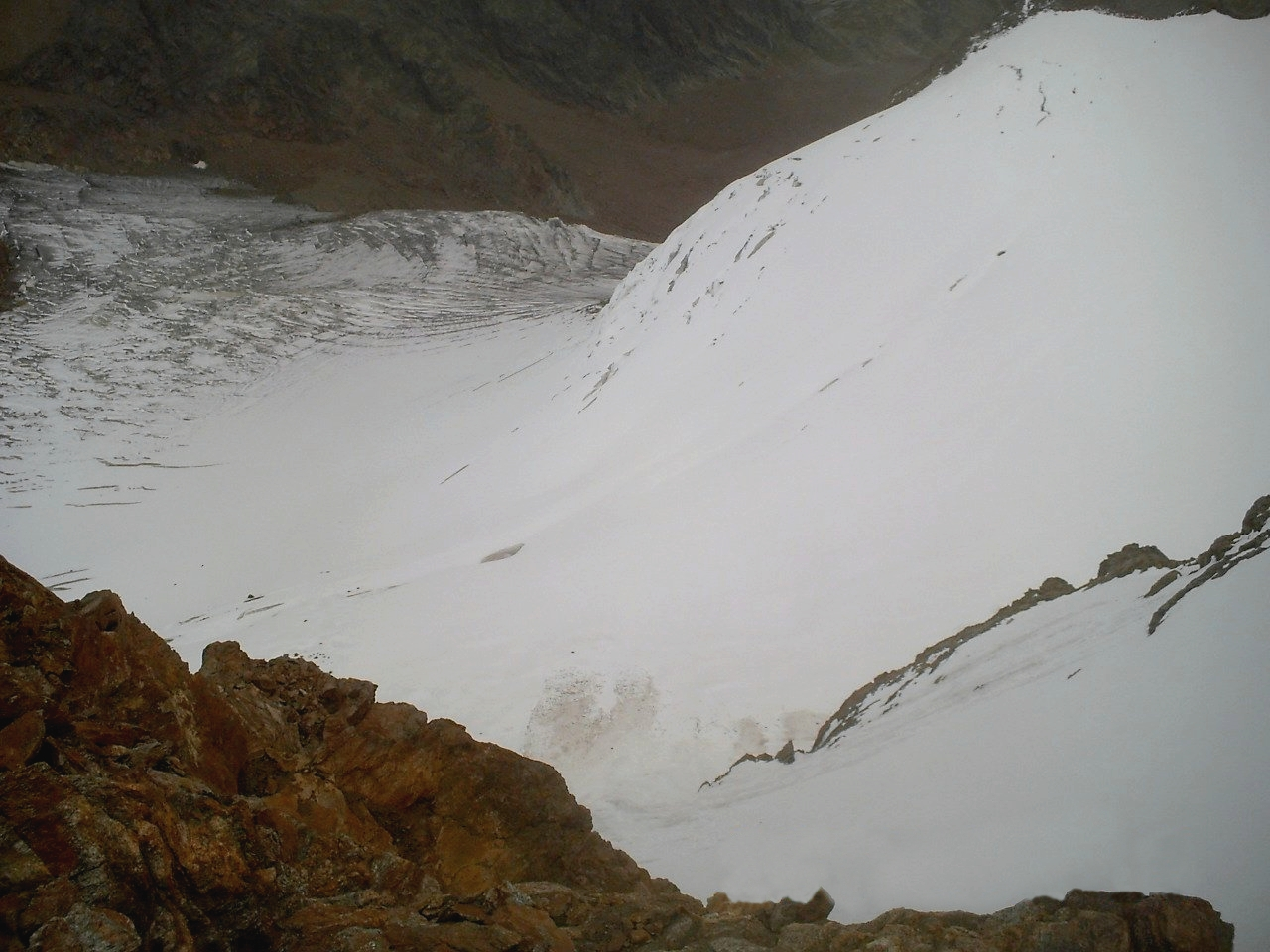
Zavěšený ledovec Mittlere Eiskastenferner pod vrcholem Bliggspitze
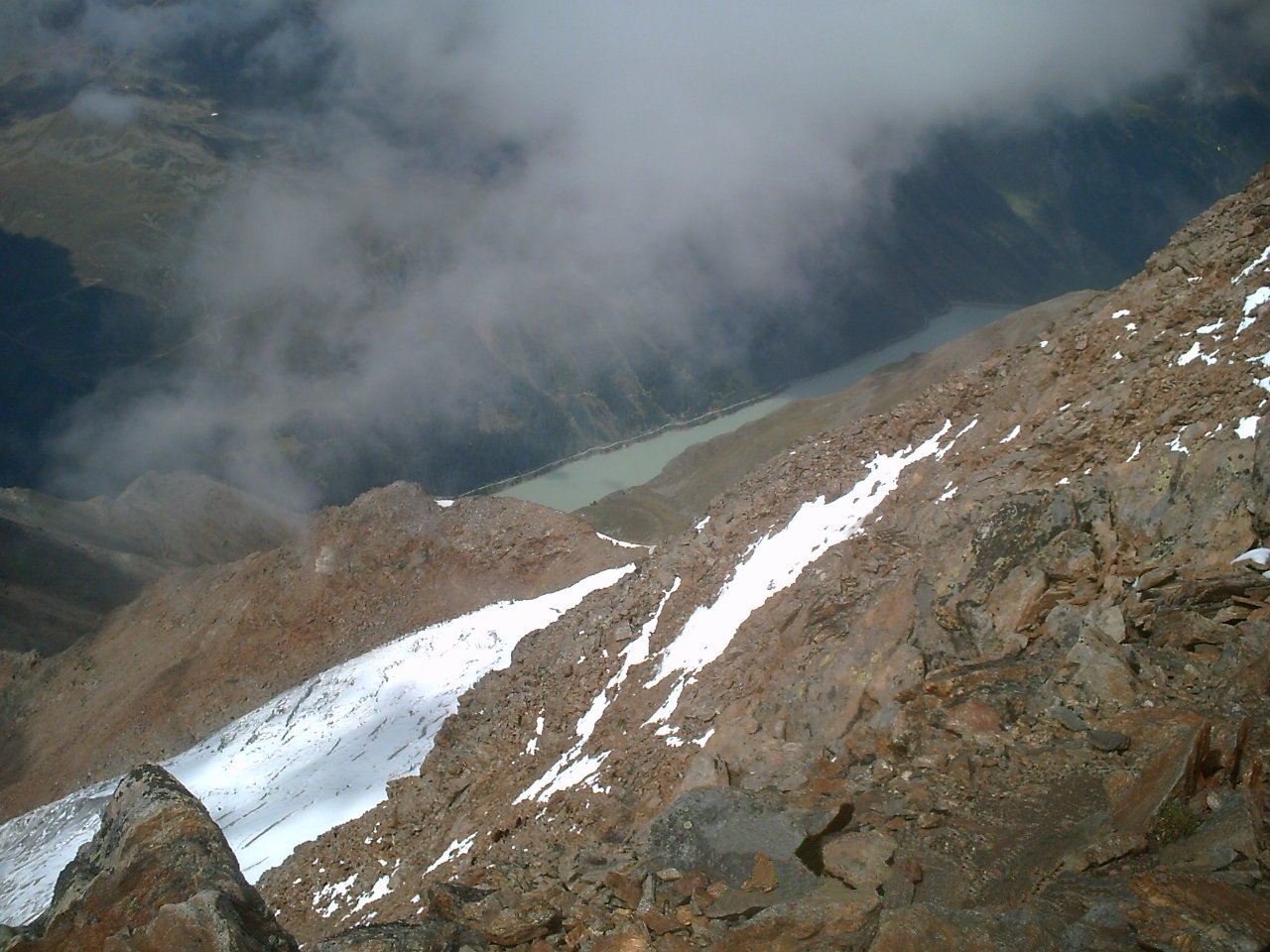
Ledovec Bliggferner pod vrcholem Bliggspitze a nádrž Gepätschstausee v údolí